# Pámbos Píttas
Charálambos Píttas (en grec moderne : Χαράλαμπος Πίττας), souvent appelé Pámbos Píttas (Πάμπος Πίττας), né le 26 juillet 1966 à Limassol, est un footballeur international chypriote. Il évoluait au poste de défenseur.
Il a joué 82 matches et marqué 7 buts avec l'équipe chypriote. Il est ainsi le deuxième joueur le plus capé du pays derrière Ioánnis Okkás.